# Altar de Saturno
No confundir con Volcanal.
El altar de Saturno (en latín, Ara Saturni) es un altar arcaico situado en el Foro Romano y dedicado a uno de los cultos itálicos más antiguos, esto es, el del dios Saturno. Construido en el siglo VI a. C., continuó usándose hasta la caída del Imperio Romano de Occidente. Se encuentra enfrente del templo de Saturno y sus restos fueron descubiertos por Rodolfo Lanciani en 1902.

## Ubicación
El arqueólogo italiano Rodolfo Lanciani descubrió los restos del altar en 1902 cerca del arco de Septimio Severo, dentro de las excavaciones realizadas entre 1899 y 1905 por Lanciani y Giacomo Boni. Al principio se creyó que los restos pertenecían al Volcanal o como uno de los altares del área sagrada Area Volcani. Otra hipótesis publicada en 1983 por el arqueólogo italiano Filippo Coarelli propone identificar los vestigios como el altar de Saturno, ubicando el Volcanal más cerca del Comitium·. 
El altar se alza enfrente del templo de Saturno, junto al Umbilicus urbis Romae, y al sur del senaculum del Foro Romano.

## Descripción
El altar de Saturno es un pequeño monumento rectangular y mide 3,95 por 2,8 metros. Fue construido con bloques de toba volcánica.

## Historia
El altar fue construido antes del templo de Saturno en el siglo VI a. C. y siguió usándose para satisfacer al dios Saturno hasta la caída del Imperio Romano de Occidente. Fue erigido por los pelasgos en honor de Saturno, identificado con el titán griego Cronos, a quien se consideraba fundador de la primera ciudad sobre el Capitolio (Mons Saturninus), que fue llamada Saturnia para honrarle.

La primera [fortaleza] fue fundada por el dios Janos, la otra por Saturno: a una se le llamó Janículo, a la otra Saturnia.
Virgilio, Eneida, 8, 358

Las fuentes antiguas situaban el altar de Saturno cerca de otro altar dedicado al dios Dis Pater y la diosa Proserpina (que se identifica hoy en día como Mundus, llamado después, en época tardía Umbilicus Urbis Romae ; se cree que ese altar albergó la fiesta de las Saturnales.

[...] elevaron a Dis (Plutón) un pequeño templo, a Saturno un altar, y la fiesta de la fundación fue llamada las Saturnales. Se ha informado de que pensaban durante mucho tiempo honrar a Dis ofreciéndole las cabezas de hombres, y a Saturno le ofrecían víctimas humanas, a causa de las palabras del oráculo: «Entregad las cabezas a Hades, y a su padre los hombres». Pero Hércules, al pasar por Italia con el rebaño de Gerión, convenció a sus descendientes de que cambiaran estos sacrificios funestos por otros más propicios, ofreciéndole a Plutón, no las cabezas de los hombres, sino pequeños simulacros de cabezas humanas, y honrando los altares de Saturno, no con sacrificios humanos, sino iluminándolos con antorchas; y ello en atención a que la palabra φῶτα significaba no sólo hombre, sino también antorcha. De aquí procede la costumbre de enviar, durante las Saturnales, antorchas de cera.
Macrobio, Saturnales, I, VII

En decir, que los romanos habían pretendido apaciguar al Dis Pater ofreciéndoles cabezas humanas y a Saturno con los cuerpos, pero luego se pasó a ofrecer a Dis Pater máscaras con rostros humanos y a Saturno luces. Se justificó con un cambio en la interpretación de phôta, que puede significar lo mismo "luces" que "hombre". De ahí que se intercambiaran velas durante el festival de las Saturnales.